# Brandywine Productions
Brandywine Productions — американская кинокомпания, наиболее известна по созданию кино-франшизы «Чужой».

## Фильмография
- 1969 — Влюблённые женщины / Women in Love (реж. Кен Расселл)
- 1979 — Чужой / Alien (реж. Ридли Скотт)
- 1986 — Чужие / Aliens (реж. Джеймс Кэмерон)
- 1992 — Чужой 3 / Alien 3 (реж. Дэвид Финчер)
- 1997 — Чужой: Воскрешение / Alien: Resurrection (реж. Жан-Пьер Жёне)
- 2004 — Чужой против Хищника / Alien vs. Predator (реж. Пол У. С. Андерсон)
- 2007 — Чужие против Хищника: Реквием / Aliens vs. Predator: Requiem (реж. Колин и Грег Штраус)
- 2012 — Прометей / Prometheus (реж. Ридли Скотт)
- 2017 — Чужой: Завет / Alien: Covenant (реж. Ридли Скотт)
- 2024 — Чужой: Ромул /Alien Romulus (реж. Феде Альварес)